# Ланча Зета
Ланча Зета е първият италиански миниван от компанията Ланча.

## История
След кооперирането на групата на Фиат и Пежо/Ситроен марката Алфа Ромео е лишена от производство на лекотоварни автомобили и миниванове, но за сметка на това Ланча има възможността да произведе собствен миниван. Фиат и френската група произвеждат съвместно фургон – Фиат Дукато/Ситроен Джъмпи/Пежо Боксер и други два модела от средния клас. Идеята за създаване на семеен автомобил от култувата италианска марка възниква след представянето на прототипа Ланча Мегагамма. Много от феновете не приемат добре този автомобил и смятат че е по-добре да бъде инвестирано в нови спортни расови модели като в славното минало, а не в нови модели, които не са в стила на марката. Автомобилът и построен върху базата на Фиат Улусе и Пежо 806/Ситроен Евасион. Моделът е част от семейството Еврован на тези производители. Поради новият сегмент и големината на автомобила му е дадено името Ланча Зета или Ланча З.

## Дизайн
Върху дизайнът на автомобила, работи екип от специалисти към студиото ИДЕА.Широката решетка отличава автомобила от другите миниванове от неговия клас. Автомобиът е с габарити от Ланча Дедра и задните стопове са оформени в същия стил.

## Производство
Ланча Зета се произвежда във Валсесанс, Франция. Произведени с над 20 000 екземпляра.